# Angelo Litrico
Angelo Litrico (Catania, 15 agosto 1927 – Roma, 13 marzo 1986) è stato uno stilista italiano.
Vestiva molti leader mondiali su entrambi i lati della Guerra Fredda e gli è attribuita l'introduzione delle sfilate di abbigliamento maschile. L'azienda, Sartoria Litrico, fondata a Roma nel 1951 continua fino ad oggi sotto il controllo di suo nipote Luca Litrico, figlio primogenito di suo fratello Franco.

## Biografia
Era il primo dei dodici figli di un pescatore catanese. Iniziò l'apprendistato presso un sarto (Agatino Distefano, con sartoria in via Etnea) ma decise che per realizzare le sue ambizioni avrebbe dovuto trasferirsi a Roma, cosa che fece nel 1945. Passeggiando per via Sicilia, vide una sartoria e chiese di essere assunto, e la richiesta gli venne accordata. Il suo successo gli fu assicurato da una giacca di seta che egli indossava al teatro dell'opera di Roma che venne notata dall'attore Rossano Brazzi, meglio conosciuto per Tre soldi nella fontana. Con Brazzi come suo primo cliente, la fama di Litrico si andò diffondendo e acquistò la sartoria dove aveva iniziato come apprendista. Una delle sue innovazioni fu quella di mettere in mostra la moda maschile, poiché in precedenza solo la moda femminile veniva mostrata in passerella.
Ma Litrico rese internazionale il suo marchio nel 1957 quando venne invitato a partecipare ad una missione commerciale in Russia da parte dell'industria della moda italiana. Litrico usò delle foto per confezionare un cappotto che donò a Nikita Chruščëv. Chruščëv rimase così soddisfatto che gli commissionò un intero guardaroba per il suo famoso viaggio negli Stati Uniti nel mese di settembre del 1959. Erano comprese le scarpe che sarebbero diventate famose per essere state sbattute sul tavolo in occasione dell'assemblea generale delle Nazioni Unite del mese di ottobre del 1960.
I giornalisti americani erano così curiosi di vedere un premier sovietico così ben vestito che gli chiesero il nome del suo sarto. Quando Litrico andò negli Stati Uniti poco dopo, si trovò assediato dai giornalisti. Egli vestì diversi grandi del tempo, come John F. Kennedy, Juan Perón, Tito, Dwight D. Eisenhower, e il re Hussein di Giordania.
Litrico venne insignito di diverse onorificenze dello Stato italiano: Cavaliere (1962), Ufficiale (1965), Commendatore (1968) e Grand'Ufficiale (1972). Fu molto amico di Christian Barnard e il suo contributo andò oltre il vestire il pioniere della chirurgia cardiaca. Litrico finanziò centinaia di bambini pagando loro il viaggio a Città del Capo per essere operati da Barnard.

### Morte
Morì di attacco cardiaco il 13 marzo 1986 al Policlinico Agostino Gemelli di Roma dopo la frattura dell'anca.

## Azienda
Dopo la morte di Angelo, i suoi fratelli Franco e Giusi rilevarono l'attività della Sartoria Litrico. Il figlio di Franco, Luca Litrico, entrò in azienda nel 1991 e dopo la morte del padre, nel 2004, ha preso le redini della Sartoria Litrico continuando la tradizione del marchio.